# Initiation (Todd Rundgren)
Initiation è il sesto album in studio del cantautore e musicista statunitense Todd Rundgren, pubblicato nel 1975.

## Tracce
Side 1
1. Real Man – 4:27
2. Born to Synthesize – 3:41
3. The Death of Rock and Roll – 3:48
4. Eastern Intrigue – 5:05
5. Initiation – 7:03
6. Fair Warning – 8:08

Side 2
1. A Treatise on Cosmic Fire (Instrumental) – 35:22

- - "Intro - Prana" – 4:21
  - "II. The Fire of Mind - or: Solar Fire" – 3:50
  - "III. The Fire of Spirit - or: Electric Fire" – 7:33
  - "I. The Internal Fire - or: Fire by Friction" – 19:38
    - "Mûlâdhâra: The Dance of Kundalini"
    - "Svâdhishthâna: Bam, Bham, Mam, Yam, Ram, Lam, Thank You, Mahm"
    - "Manipûra: Seat of Fire"
    - "Anâhata: The Halls of Air"
    - "Vishudda: Sounds Beyond Ears"
    - "Ajnâ: Sights Beyond Eyes"
    - "Brahmarandhra: Nirvana Shakri"

  - "Outro - Prana"